# 성게아문
성게아문은 극피동물문 몸은 오방사대칭 또는 이축방사대칭이고, 보통 둥근모양, 쟁반모양, 염통모양, 원통모양이다. 주로 자유생활을 한다. 몸은 가시 또는 혹으로 덮여 있고 완은 없다. 성계류는 보통 직경 6~12cm이지만 인도태평양에서 나오는 것 중에는 거의 36cm에 달하는 것이 있다. 해삼류는 보통 길이 10~30cm이지만 아주 작은 것은 3cm이하며 가장 큰 것으로는 길이 1m, 직경 24cm의 것이 있다. 체색은 검은색, 갈색, 올리브색, 보라색, 흰색, 붉은색 등 여러 가지이다. 주로 연안에서 수심이 깊은 곳까지 분포하고 있다.